# Domingo da Paixão

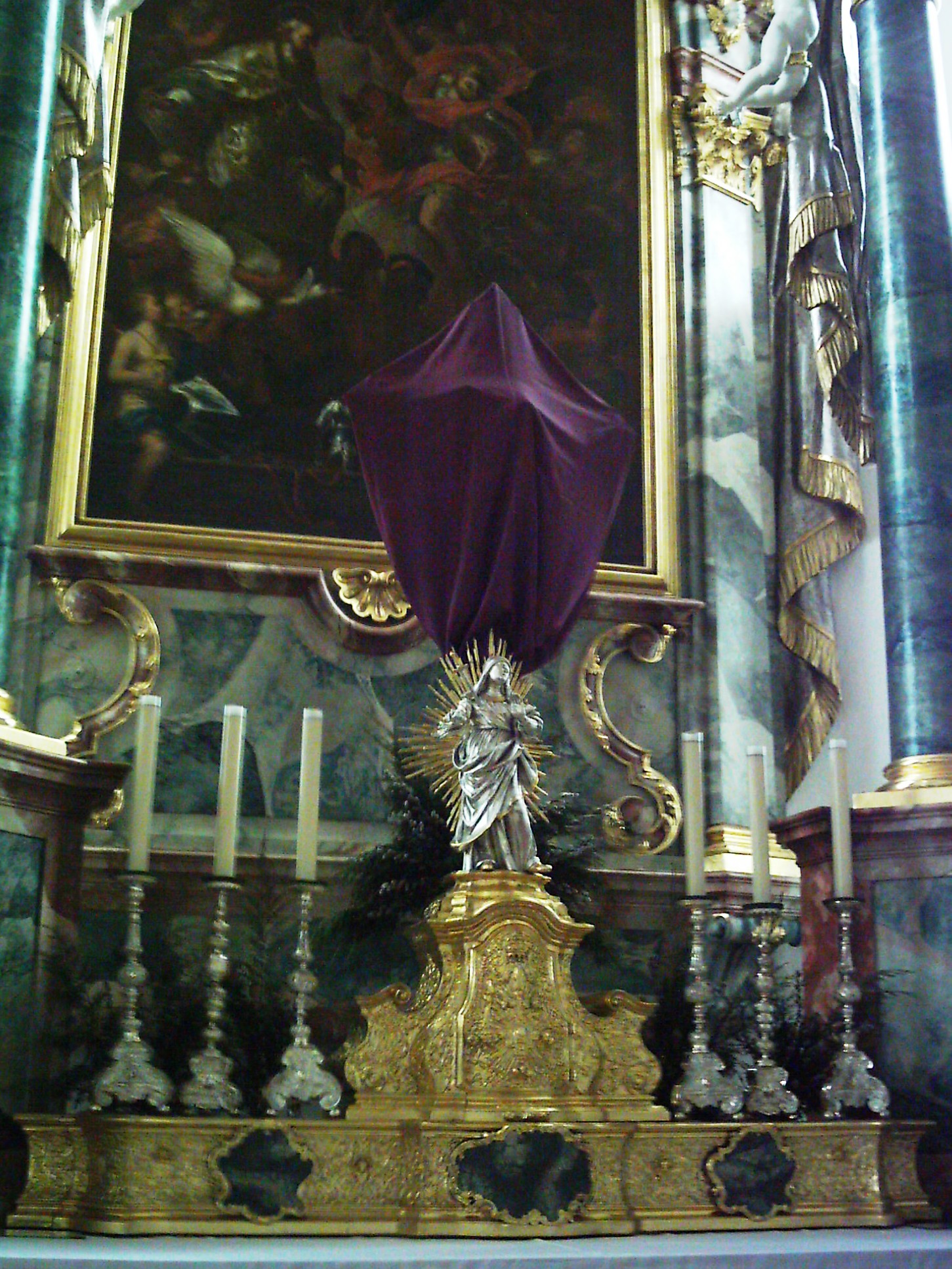
Crucifixo velado por Passiontide na igreja paroquial de St. Martin, Tannheim, Baden Württemberg, Alemanha.

No ano litúrgico de algumas denominações cristãs, o Domingo da Paixão é o quinto domingo da Quaresma, marcando o início do período de duas semanas chamado Tempo da Paixão. Em 1969, a Igreja Católica Romana retirou o Tempo da Paixão do ano litúrgico da forma Novus Ordo da Missa (restando apenas a segunda semana do período, que é a tradicional Semana Santa), mas o dia continua sendo observado no quinto domingo na missa da Forma Extraordinária, os ex-católicos anglicanos dos Ordinariados Pessoais, a Comunhão Anglicana, e pelos luteranos.

## Quinto domingo da Quaresma
Predefinição:Lent calendar.svg Até 1959, o quinto domingo da Quaresma era oficialmente conhecido na Igreja Católica Romana como domingo da paixão. Marcou o início de um período de duas semanas conhecido como Passiontide, que ainda é observado por alguns católicos tradicionalistas, a Ortodoxia do Rito Ocidental, várias denominações no protestantismo.
Em 1960, o Código de Rubricas do Papa João XXIII mudou o nome daquele domingo para "Primeiro Domingo da Paixão" harmonizando o nome com o nome que o Papa Pio XII deu, cinco anos antes, ao sexto domingo. da Quaresma, "Segundo Domingo da Paixão ou Domingo de Ramos".
A revisão do Papa Paulo VI em 1969 removeu uma distinção que existia (embora com sobreposição) entre a Quaresma e a Passiontide, que começou no quinto domingo da Quaresma. A distinção, explícita no Código de Rubricas de 1960, é anterior a ela. Ele removeu do quinto domingo da Quaresma a referência à Paixão.
Embora a paixão pela maré como época litúrgica distinta tenha sido abolida, a liturgia do rito romano continua a trazer à mente a paixão de Cristo, a partir de segunda-feira da quinta semana da Quaresma, através da escolha de hinos, o uso nos dias úteis da quinta semana da Quaresma do Prefácio I da Paixão do Senhor, com o Prefácio II da Paixão do Senhor sendo usado nos três primeiros dias da semana da Semana Santa, e a autorização da prática de cobrir cruzes e imagens a partir do quinto domingo da Quaresma em diante, se a Conferência dos Bispos assim o decidir. Onde esta prática é seguida, os crucifixos permanecem cobertos até o final da celebração da Paixão do Senhor na sexta-feira; as estátuas permanecem cobertas até o início da Vigília Pascal.
A antífona de entrada da missa no quinto domingo da Quaresma começa com a palavra "Iudica" (ortografia mais antiga, "Judica"). Isso fornece outro nome para esse domingo: "Domingo Iudica" ou "Domingo Judica", semelhante ao nome "Domingo Laetare" para o quarto domingo. Por causa do costume de velar crucifixos e estátuas na igreja antes da missa no quinto domingo da Quaresma, este domingo era chamado Domingo Negro na Alemanha, onde os véus, que em outros lugares eram geralmente violetas, eram de cor preta.
O domingo da paixão também é conhecido como Carlin ou Carling Sunday, no noroeste da Inglaterra, quando são consumidas ervilhas.
Aqueles que continuam a observar formas anteriores do Rito Romano ou de liturgias modeladas nele se referem ao quinto domingo da Quaresma por um ou outro de seus nomes anteriores.

### Uso anglicano

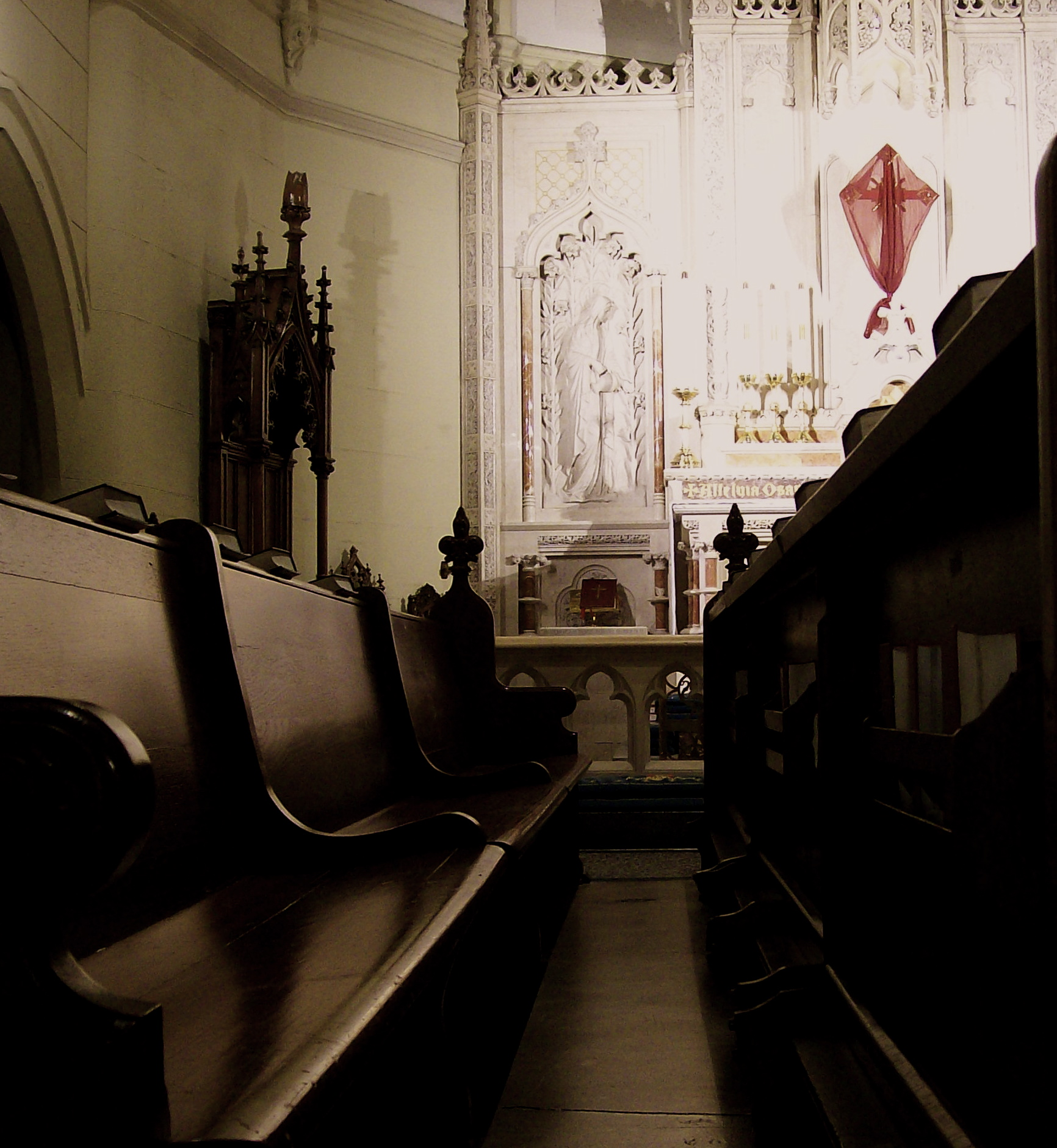
A cruz do altar velada em vermelho para a paixão na Catedral Episcopal de Santa Maria em Memphis, Tennessee

Nas igrejas anglicanas que seguem o Sarum Use, vestimentas e enforcamentos carmesim são colocados em serviço no quinto domingo da Quaresma - substituindo a matriz quaresmal (tecido de musselina cru) - e as vestimentas são carmesim até (e inclusive) o sábado santo. Refletindo o recente afastamento da observância de Passiontide como uma estação distinta, os recursos litúrgicos da Adoração Comum da Igreja da Inglaterra sugerem vermelho somente para a Semana Santa (com exceção da Eucaristia de Quinta-Feira Santa).

### Leituras luteranas
As leituras históricas do quinto domingo da Quaresma na tradição luterana são Gênesis 12, 1–3, Hebreus 9, 11–15, João 8, 46–59 e Salmo 43. 1 Coríntios 1, 21–31 e Mateus 26, 17–29 são leituras alternativas.
O lecionário de três anos nomeia as seguintes leituras para o quinto domingo da Quaresma:
- Salmo
  - A: 116, 1–9
  - B: 51, 10-15
  - C: 28, 1–9
- 1ª lição
  - A: Ezequiel 37, 1–14
  - B: Jeremias 31, 31–34
  - C: Isaías 43, 16–21
- 2ª lição
  - A: Romanos 8, 11–19
  - B: Hebreus 5, 7–9
  - C: Filipenses 3, 8–14
- Evangelho
  - A: João 11, 47-53/1-53
  - B: João 12, 20–33
  - C: Lucas 20, 9–19

### Uso metodista
No uso metodista tradicional, o domingo da paixão era o quinto domingo da Quaresma, como observado no Livro de Adoração da Igreja e do Lar (1965). O Domingo da Coleta pela Paixão é o seguinte:

Ó Deus, que pela paixão do Teu Filho abençoado fizeste do instrumento da morte vergonhosa o meio de vida e de paz para nós: Concede-nos assim a glória na cruz de Cristo, para que de bom grado soframos vergonha e perda; em nome do mesmo Teu Filho, nosso Senhor. Amen.

O lecionário do mesmo texto litúrgico designou a leitura do Antigo Testamento como sendo Gênesis 22, 1–2, 9–13; a Epístola como sendo Hebreus 9, 11-14; o Evangelho como sendo João 11, 47–53.

## Sexto Domingo da Quaresma
No Rito Romano, o nome "Domingo da Paixão" nunca foi oficialmente aplicado ao sexto domingo da Quaresma, apesar da leitura na missa daquele dia de um relato em um dos Evangelhos Sinópticos da Paixão de Cristo. Até 1969, o relato lido era sempre o do Evangelho de Mateus: todo o capítulo 26 e 27 (26,1 - 27,66) até 1954, mas reduzido em 1955 a Meteus 26,36 - 27,66 e para os padres que celebram uma segunda ou terceira missa naquele dia, somente em Mateus 27, 45-52. Desde 1970, a revisão do Missal Romano introduz um ciclo de três anos em que os relatos de Mateus (26,14 – 27,66 ou 27,11–54 ), Marcos (14,1 – 15,47 ou 15,1–39 ) e Lucas ( 22,14 – 23,56 ou 23,1–49 são lidos em anos sucessivos.
Até 1954, o nome do sexto domingo da Quaresma era "Domingo de Ramos". Em 1955, o nome se tornou, por apenas 15 anos, "Segundo Domingo da Paixão ou Domingo de Ramos". Em 1970, tornou-se "Domingo de Ramos da Paixão do Senhor".
Portanto, o sexto domingo da Quaresma nunca recebeu oficialmente o nome exato "Domingo da Paixão" e o termo "Domingo de Ramos" recebe o primeiro lugar em seu atual nome oficial.